# Општина Пантичеу (Клуж)
Пантичеу (рум. Panticeu) општина је у Румунији у округу Клуж.
Oпштина се налази на надморској висини од 358 m.